# شيء عن الوطن
شيء عن الوطن، أحد الكتب النثرية من مؤلفات الشاعر العربي الفلسطيني محمود درويش، صدرت في عام 1971، عن دار العودة في بيروت، لبنان.